# Emma Ihrer
Emma Ihrer (Klodzko, Polonia, 3 de enero de 1857 - Berlín, Alemania, 8 de enero de 1911) fue una feminista y lideresa sindicalista alemana fundadora principal del movimiento proletario de mujeres de Alemania.

## Biografía
Emma Rother nació el 3 de enero de 1857 en Glatz, Baja Silesia, hija de un zapatero. Se le dio una estricta educación católica. A temprana edad se casó con Emmanuel Ihrer, un boticario veintidós años mayor que ella. Se mudaron a Berlín en 1881. Encontró trabajo como sombrerera.

### Contexto sociopolítico
Nació en un momento en que las mujeres estaban privadas de sus derechos y, según la reaccionaria ley de la Asociación Prusiana de 1850, se prohibía la participación de las mujeres en asociaciones políticas. Las autoridades podrían definir "político" como quisieran. En octubre de 1878, la primera de las Leyes antisocialistas privó arbitrariamente a los miembros del Partido Socialdemócrata y sus asociados del derecho de asociación. No fue hasta la Ley de Asociación de 15 de mayo de 1908 que se permitió a las mujeres participar en actividades y organizaciones políticas. Las mujeres trabajadoras se enfrentaron a la oposición de los hombres trabajadores, que las veían como una competencia no deseada, así como a la oposición del Estado autoritario que les negaba los derechos civiles básicos.

### Comienzos sindicalistas
Habló por primera vez en público en una reunión sobre "Cómo elevar la moralidad de los trabajadores". Expresó la opinión de que la prostitución es solo una parte de la miseria de los trabajadores y pidió la eliminación de la brigada antivicio, que era parte del problema. El 13 de noviembre de 1883, fundó la socialista y feminista Frauen-Hilfsverein für Handarbeiterinnen ("Sociedad de ayuda a las trabajadoras manuales"). El objetivo era alentar material y espiritualmente a sus miembras, representar sus intereses en el lugar de trabajo, otorgar préstamos en emergencias y pagar beneficios por discapacidad. No se materializaron otros planes para establecer lugares de trabajo para algunos tipos de trabajo de mujeres, establecer una sala de lectura y un comedor. El entusiasmo de Emma disminuyó al ver que la asociación se dedicaba solo a reformas menores.
El 26 de febrero de 1885, Emma Ihrer, Marie Hofmann, Pauline Staegemann y Gertrude Guillaume-Schack fundaron la Verein zur Wahrung der Interessen der Arbeiterinnen ("Sociedad para la protección de los intereses de las trabajadoras"). La sociedad funcionaba principalmente como un grupo de apoyo en el que médicos y abogados ofrecían sus servicios de forma gratuita. Ihrer era secretario de la junta. Se fundó una sucursal en Berlín y organizaciones similares fueron fundadas por mujeres en todo el Reich. Las trabajadoras de la confección fueron particularmente activas, y fue a través de su influencia que el Reichstag se decidió a favor de una encuesta oficial sobre los salarios en la industria de la ropa y la ropa interior. La asociación también se aseguró de que el código industrial incluyera disposiciones contra la usura con materiales de trabajo. En abril de 1886, la asociación fue prohibida por ser política. Hofmann, Staegemann, Ihrer y Johanna Jagert fueron juzgadas en los tribunales. Cuando la policía disolvió por la fuerza el club, tenía más de mil miembros.

### Líder sindical
En 1889 Ihrer y Clara Zetkin (1857-1933) fueron como delegadas del SPD al Congreso Socialista Internacional en París . Este fue el congreso fundacional de la Segunda Internacional. Presentaron una moción contra la discriminación contra el empleo femenino que aseguraba que las mujeres tuvieran los mismos derechos en el movimiento sindical. En el otoño de 1890, el gobierno prusiano abolió las leyes antisocialistas, lo que hizo posible realizar el trabajo sindical con relativamente poca interferencia. Del 16 al 17 de noviembre de 1890 se celebró la histórica primera conferencia de sindicatos alemanes, en la que se estableció una Generalkommission der Gewerkschaften Deutschlands ("Comisión General de Sindicatos Alemanes"). Ihrer insistió en que los estatutos permitían la membresía femenina, [lower-alpha 1] y fue elegida la única mujer en la junta de siete personas de la Comisión General. Fue ampliamente reconocida en la prensa como "el alma de toda la agitación entre las mujeres socialistas".
Ihrer descubrió que décadas después de la formación del SPD todavía no existía un movimiento de masas de mujeres proletarias, resultado de las suposiciones de supremacía masculina dentro del partido, así como de las barreras legales. Ihrer fundó el semanario Die Arbeiterin (La trabajadora), cuyo primer número apareció en enero de 1891, pero tuvo poco éxito. Este fue un sucesor del efímero Die Staatsbürgerin (The Citizeness) fundado por Gertrude Guillaume-Schack y prohibido en junio de 1886. En enero de 1892, la hoja se enfrentaba a la ruina financiera y fue puesta en manos de Clara. Zetkin por Dietz-Verlag, afiliado al SPD. Zetkin renombró el periódico Die Gleichheit (Igualdad) cuando asumió el cargo. Como sugieren los títulos, The Citizeness estaba dirigido a las mujeres que buscan derechos políticos, The Woman Worker a las mujeres proletarias e Igualdad a las mujeres que buscan la plena igualdad de derechos. En 1900, el nombre de Ihrer había desaparecido del periódico.
Ihrer fundó otras sociedades feministas, que en general eran de naturaleza socialista, lo que resultó en problemas casi constantes con la policía. En 1893 Ihrer publicó un folleto sobre el origen y desarrollo de las organizaciones de trabajadores en Alemania, y en 1898 publicó un influyente artículo sobre los trabajadores en la lucha de clases. En la conferencia del SPD de 1900, Ihrer exigió que el principio socialdemócrata de igualdad no siguiera siendo teórico, sino que se pusiera en práctica. En 1903, Ihrer fue nombrada presidenta de una asociación de trabajadoras industriales. En 1904 se constituyó un comité sindical de mujeres con el Ihrer como presidenta, con el objetivo de promover el trabajo de las mujeres y ayudar a implementar las decisiones apropiadas en el Congreso. Ayudó a fundar la organización de sirvientas, el Sindicato de Trabajadoras Domésticas de Alemania, y pasó un período como presidenta del Sindicato de Trabajadoras de Flores, Plumas y Hojas.

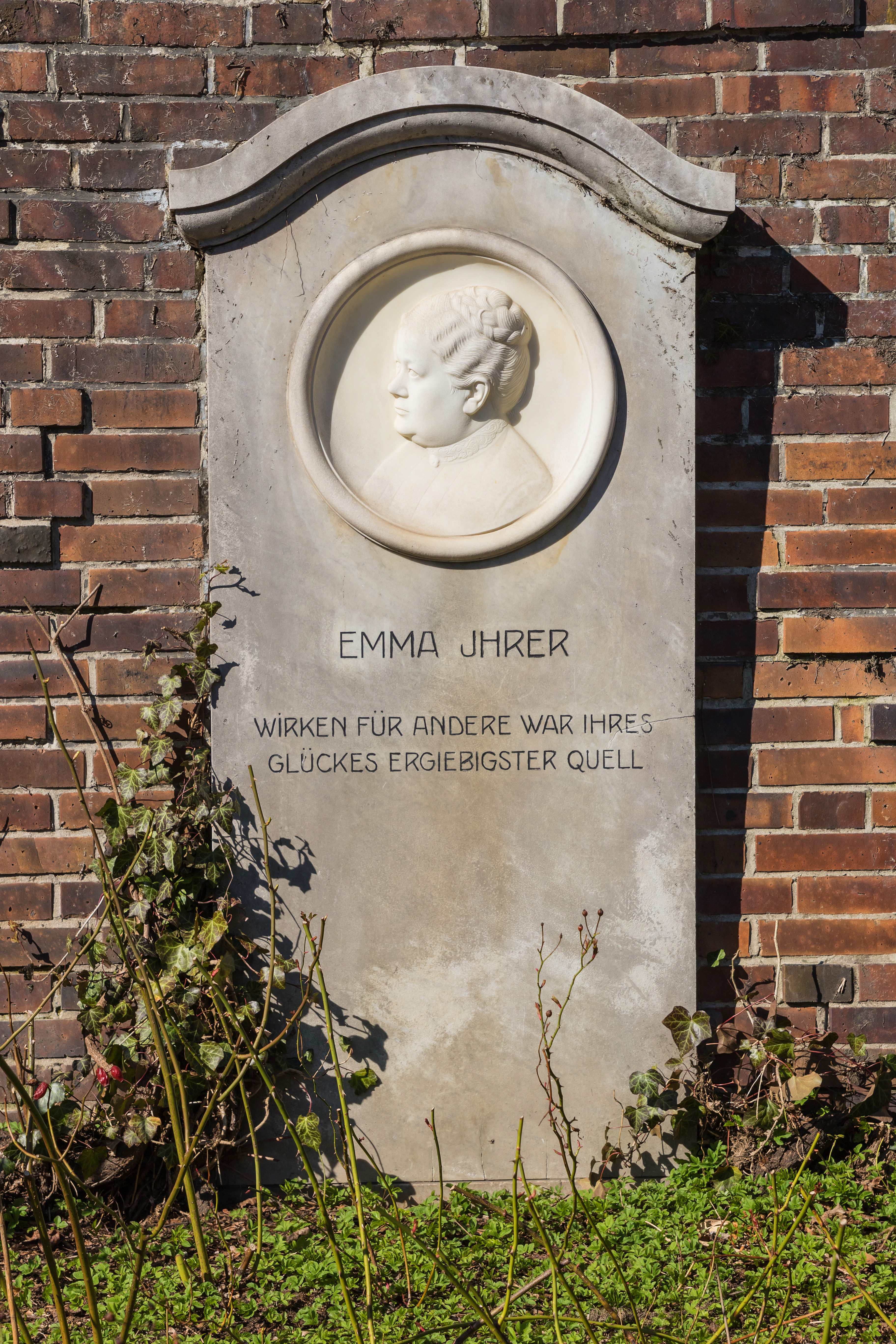
La tumba de Emma Ihrer en el Zentralfriedhof Friedrichsfelde de Berlín

Murió el 8 de enero de 1911 en Berlín. Su tumba se encuentra en Berlín-Lichtenberg en el cementerio central Friedrichsfelde (Memorial de los socialistas), Gudrunstraße.

## Controversias
La primera asociación pacifista alemana fue fundada por Julius Rupp de la Congregación Libre de Königsberg en 1850. Emma Ihrer participó activamente en la Free Religious Congregation en las décadas de 1870 y 1880, al igual que otras fundadoras de las primeras organizaciones de mujeres socialistas en Berlín, como Ottilie Baader y Agnes Wabnitz. Hacia fines de 1892, Ihrer declaró públicamente que en una guerra el proletariado sufriría mucho más que los hijos de la burguesía.
Ihrer no estaba de acuerdo con la dura línea de no cooperación de Zetkin con las feministas burguesas. Apoyó a Lily Braun en 1897 cuando propuso una organización de mujeres reformista rival del SPD que cooperaría con las organizaciones burguesas en la lucha por el sufragio femenino. Gertrud David, Helma Steinbach, Henriette Fürth y otras líderes feministas socialistas también apoyaron la posición de Braun.
En 1905, el diputado del SPD por el Reichstag, Edmund Fischer, escribió un artículo en el que afirmaba que el empleo de mujeres en las fábricas era "socialmente insalubre, dañino ... un mal del capitalismo que desaparecerá cuando el capitalismo sea abolido". Ihrer atacó el artículo, en total desacuerdo con la caracterización de Fischer de las mujeres como principalmente esposas y madres. Ella escribió: "La maternidad es un objetivo de vida tan pequeño como lo es la paternidad". En su opinión, el ideal de Fischer de una vida familiar estable podría lograrse no mediante "la renuncia de la mujer a su trabajo y la dedicación de su energía física y mental a la casa únicamente ... sino más bien mediante la cooperación de todos los elementos, incluidos sobre todo los hombres, especialmente en la crianza de los hijos ". Preguntó por qué las mujeres deberían valorar deberes como las tareas del hogar que los hombres desprecian.

## Premios y reconocimientos
- El 3 de enero de 2018, Google reflejó con un Doodle el 161 cumpleaños de Emma Ihrer.[14]
- La Emma-Ihrer-Straße ("Calle Emma Ihrer") en Berlín,[15] Bad Oldesloe[16] y Velten[17] fueron nombradas en su honor.
- El servicio postal alemán emitió un sello que la representaba.